# Diastema dosceles
Diastema dosceles är en fjärilsart som beskrevs av Dyar 1918. Diastema dosceles ingår i släktet Diastema och familjen nattflyn. Inga underarter finns listade i Catalogue of Life.